# Reinold VI. von Urslingen

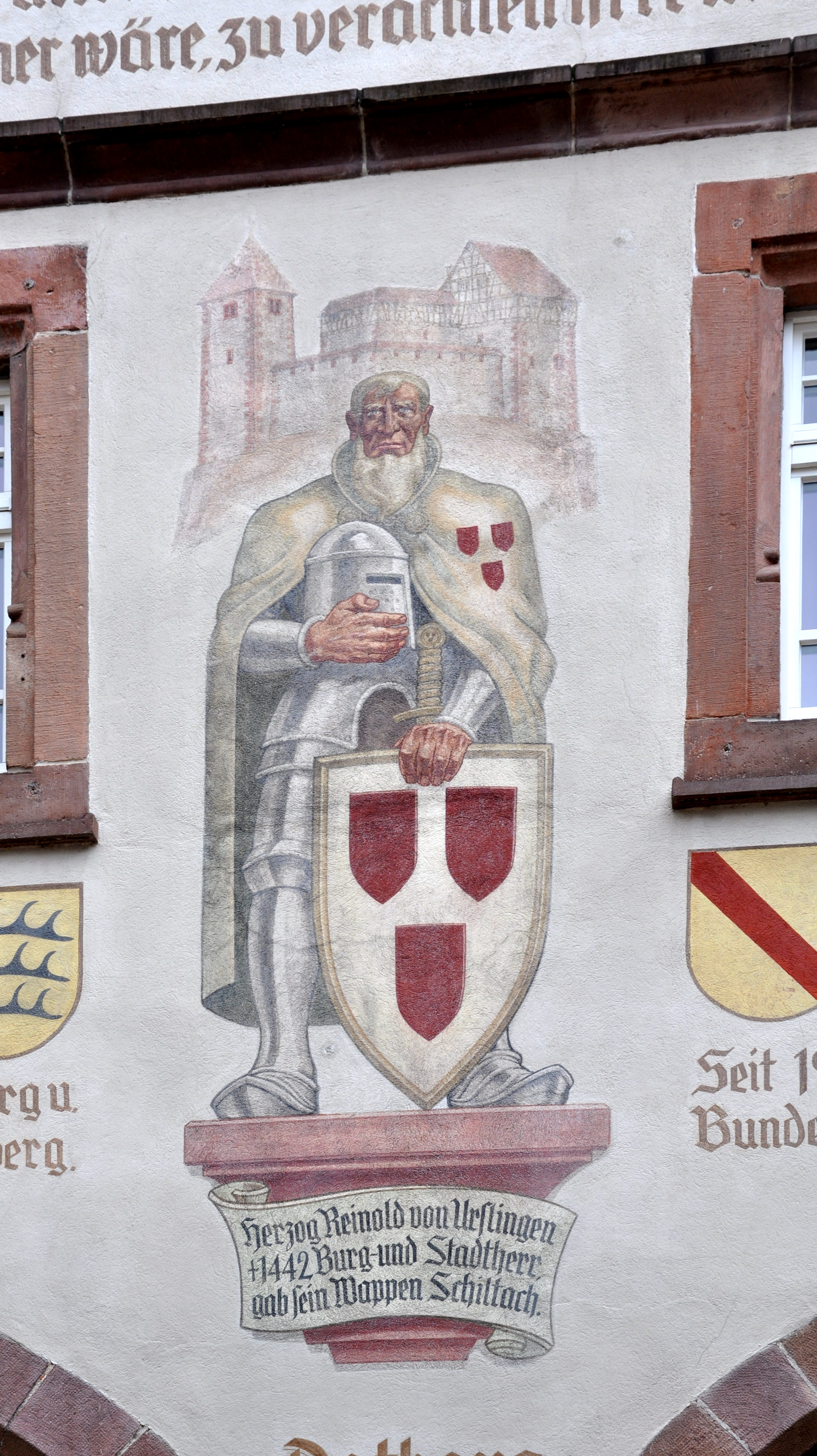
Darstellung des Reinold VI. von Urslingen am Schiltacher Rathaus (Eduard Trautwein, 1942)

Reinold VI. von Urslingen oder gemäß den italienischen Urkunden Rainald (* um 1364; † 1442) war ein Herzog zu Urslingen. Er entstammte dem schwäbischen Ur-Adelsgeschlecht Urslingen.
Zu Zeiten des Investiturstreits zwischen Kaiser Heinrich IV. und Papst Gregor VII. standen seine Vorfahren auf Seiten der Staufer und hatten das Herzogtum Spoleto in Italien errungen. Auch wenn die Kontrolle über die italienischen Besitzungen nach dem Fall der Staufer verloren ging, führte die Familie den Titel eines Herzogs weiter.

## Leben

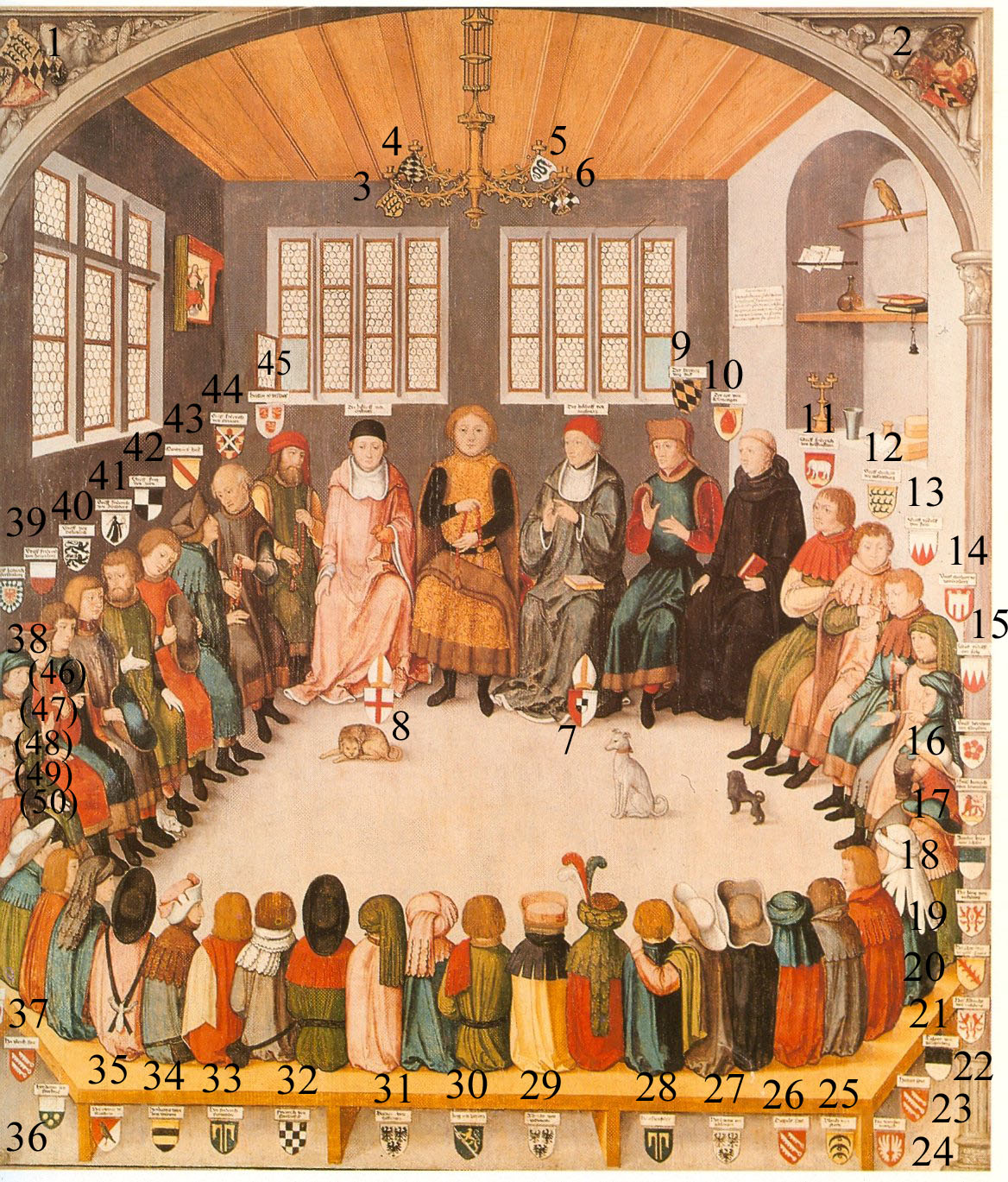
Ölbild auf Holz. Kopie um 1540 (nach einem Vorbild um 1417 aus dem Kloster Salem) im Württembergischen Landesmuseum, Stuttgart. Unter der Nr. 45: Der „Herzog von Schiltach“, Reinold von Urslingen.

Er war ein Sohn des Konrad VII. von Urslingen und der Verena von Krenkingen. Beim Tod seines Vaters erbte er dessen Besitzungen in Schwaben, darunter die Burg und Stadt Schiltach. Aus Geldnot verkaufte er Schiltach 1381 für 6000 Goldgulden an den Grafen Eberhard II. von Württemberg. In einem Gemälde um 1417 ist er als Mitglied des Rates Eberhards III. abgebildet.
Da die Familie seiner Mutter einst die Burg und Stadt Tiengen besessen hatte, erhob Herzog Reinold Erbansprüche auf diese. Am 1. August 1415 überfiel er die Stadt mit einem etwa 2000 Mann starken Söldnerheer, der sogenannten „Großen Kompanie“. Das Heer belagerte die Stadt und konnte auch die Stadtmauern durchbrechen und in die Stadt eindringen, wurde jedoch schließlich von der Bevölkerung zurückgeschlagen. Zur Erinnerung an den Sieg feiert die Stadt bis heute den Schwyzertag.
Zahlreiche Urkunden zeugen vom bewegten Leben des Reinold VI. von Urslingen, von seinen Kämpfen um seine Rechte und Ansprüche, doch kämpfte er meist auf verlorenem Posten – die Zeit der Ritter ging zu Ende – wie die Episode in Tiengen nur zu deutlich zeigt.
Er war verheiratet mit Anna von Üsenberg († vor 24. August 1437), Tochter des Hesso IV. von Üsenberg und der Agnes von Hohengeroldseck; Witwe I. ⚭ 1376 (?) des Konrad von Tübingen zu Lichteneck und II. ⚭ 1392 des Werner von Hornberg.
Sie hatten vermutlich zwei Kinder, Heinrich V. von Urslingen (gen. 1410–1430) und Guta von Urslingen (ca. 1429; † nach 1449) ⚭ 1448 N. von Bonndorf, Sohn des Hermann von Bonndorf und der Ursel Meyerin von Trossingen.
Er starb im Jahr 1442; am 11. November desselben Jahres war er bereits tot. Er wurde in Weiterdingen begraben.

## Wappen
Im Kloster Wittichen befindet sich eine Grabplatte, die das Urslinger Wappen zeigt: das Wappen mit silbernem Topfhelm und bärtigem Männerkopf mit weißer phrygischer Spitzkappe, das weiße Schild zeigt im Dreieck angeordnet drei kleine rote Schilde. Die Urslinger waren stammesverwandt mit den Grafen von Rappoltstein.

## Urkunden (Auswahl)
- Am 11. Oktober 1438 bestätigt König  Albrecht in Prag den ihm unter seinem Vorgänger, König Sigmund, verliehenen Anteil an der Stadtsteuer von Rottweil in Höhe von 1500 rheinischen Gulden und gestattet die Weiterverpfändung an den Ritter Hans Bock und dessen Gemahlin Ursula.[4]